# Grubenhau
Das Gebiet Grubenhau ist ein mit Verordnung vom 8. Oktober 2004 durch die Körperschaftsforstdirektion Tübingen ausgewiesener Bannwald (Schutzgebiet-Nummer 100031) bei Öllingen im Alb-Donau-Kreis in Baden-Württemberg.

## Lage
Das Schutzgebiet befindet sich auf der Schwäbischen Alb nordwestlich von Asselfingen. Es liegt im Staatswald Langenau im Distrikt XVIII (Teil von Abteilung 9). Es umfasst einen Teil des Flurstückes Nr. 526 auf Gemarkung Rammingen, Gemeinde Rammingen und einen Teil des Flurstückes Nr. 232/3 auf Gemarkung Öllingen, Gemeinde Öllingen.
Der Bannwald liegt im Landschaftsschutzgebiet Mittleres Lonetal.

## Vegetation
Im Schonwald kommen laut Waldbiotopkartierung die folgenden Pflanzen vor:
Wald-Frauenfarn, Hänge-Birke, Zittergras-Segge, Wald-Segge, Gemeine Hasel, Gewöhnlicher Dornfarn, Echter Wurmfarn, Rotbuche, Waldmeister, Echte Nelkenwurz, Großes Springkraut, Europäische Lärche, Rote Heckenkirsche, Wald-Flattergras, Wald-Sauerklee, Gemeine Fichte, Quirlblättrige Weißwurz, Vogelkirsche, Dunkles Lungenkraut, Stieleiche, Vogelbeere, Winterlinde, Sommerlinde.

## Schutzzweck
Der Schutzzweck des Bannwalds ist gemäß Schutzgebietsverordnung
- die unbeeinflusste Entwicklung der jeweiligen Waldökosysteme mit ihren Tier- und Pflanzenarten zu sichern sowie die wissenschaftliche Beobachtung der Entwicklung zu gewährleisten. Dies beinhaltet den Schutz der Lebensräume und -gemeinschaften, die sich in den Gebieten befinden, sich im Verlauf der eigendynamischen Entwicklung innerhalb der Schutzgebiete ändern oder durch die eigendynamische Entwicklung im Laufe der Zeit entstehen.
- die unbeeinflusste Entwicklung des ungleichaltrigen Laub-Mischwaldes auf pleistozänen Lehmen über Weißjura mit ihrer natürlichen Wiederbesiedlung der Buche zu sichern.

## Betreuung
Wissenschaftlich betreut wird der Bannwald durch die Forstliche Versuchs- und Forschungsanstalt Baden-Württemberg (BVA).